# Petre Țuțea
Petre Țuțea (n. 6 octombrie 1902, Boteni, Muntenia, România – d. 3 decembrie 1991, București, România) a fost un economist, eseist, filosof, jurist, politician și publicist român, militant naționalist, membru al Mișcării Legionare, inițial marxist (Emil Cioran despre Țuțea: „Un marxist entuziast și mistic”  ) și apoi victimă a regimului comunist din România.

## Biografie
Petre Țuțea s-a născut în 6 octombrie 1902 în comuna Boteni, județul Muscel (azi județul Argeș). Tatăl lui (neoficial), preotul Petre Bădescu (1859-1925) fusese căsătorit cu Paraschiva cu care a avut o fiică, Filofteia. Soția i-a murit la vârsta de 45 ani și, rămas văduv, fără posibilitatea de a se căsători conform de dogmei creștine, folosea în treburile gospodăriei enoriașe din parohie. Una dintre ele, Ana (1885-1960), fiica lui Simion Oprea Țuțea, i-a fost concubină și i-a născut opt copii nelegitimi - primul dintre ei fiind Petre Țuțea  - drept la care, îndemnată de rude și părinți, a pretins „garantarea zilei de mâine” astfel că, la 13 noiembrie 1906, preotul i-a trecut întreaga avere pe numele ei. Petre Bădescu a murit în 1925, la vârsta de 66 ani, iar Ana Țuțea în 1960 la 75 ani.

### Studii
După absolvirea Școlii primare din Boteni (1913), Țuțea urmează între anii 1913 - 1917 cursurile gimnaziului „Dinicu Golescu” din Câmpulung Muscel. În 1917, în timpul războiului, școlile funcționau cu intermitență, profesorii erau mobilizați astfel că trei ani (1917 - 1920) Petre Țuțea și-i petrece la Boteni, în casa părintească. În 1920, la sugestia consăteanului și colegului său, viitorul etnograf Ion Chelcea, se înscrie în clasa a V-a a liceului „Gh. Barițiu” din Cluj unde, în 1923, promovând ultimele două clase ale cursului superior (a VII-a și a VIII-a, pe atunci) într-un singur an, absolvă liceul, își susține examenul de bacalaureat, iar în toamna lui 1923 se înscrie la Facultatea de Drept a Universității din Cluj, unde obține licența și doctoratul în drept cu calificativul Magna cum laude, cu o lucrare privind contenciosul administrativ. (1929).
În această perioadă Petre Țuțea aderă la marxism și se alătură Partidului Comunist din România apoi, Mișcării Legionare.

### Activitate profesională
În 1933, Petre Țuțea a fost angajat prin concurs ca referent în Ministerul Industriei și Comerțului (ulterior devenit Ministerul Economiei Naționale) unde a avansat până la funcția de director de studii, funcția maximă pe care a deținut-o în cariera de economist apoi, între martie 1933 și decembrie 1934 a fost detașat în Germania la Agenția economică din Berlin (tot ca angajat al Ministerului Industriei și Comerțului și nu pentru studii la Universitatea Humboldt, unde ar fi fost trimis de către Alexandru Vaida-Voevod). Rechemat în Ministerul Economiei Naționale, centrala Industrie și Comerț, Petre Țuțea funcționează aici până la data arestării - 12 aprilie 1948. Deși doctor în Drept, se specializase și în economie..
După 6 septembrie 1940 Horia Sima îl numește pe Țuțea secretar general la Ministerul Economiei Naționale și, în această calitate, face parte din diverse delegații care au purtat negocieri economice la Berlin și la Moscova.
După Rebeliunea legionară este deținut pentru scurtă vreme în Lagărul de la Târgu Jiu, după care este eliberat și repus în funcție
După 23 august 1944, continuă să lucreze în același minister, la Direcția Încurajării Exportului, apoi funcționar în Direcția Studii și Documentare, pentru ca în final să lucreze în Direcția Acorduri, protejat de Lucrețiu Pătrășcanu (fiind vechi colegi in PCdR) contra epurărilor succesive din aparatul de stat ale „elementelor burgheze”. Două săptămâni după destituirea lui Pătrășcanu a fost arestat și Țuțea care, cu o întrerupere între 1953 și 1956, va fi deținut până în 1964 .
Eliberat din detenție, în urma amnistiei din 1964, patru ani mai târziu, în primăvara lui 1968, lui Petre Țuțea i se întocmește o „fișă personală” („Referat cu propuneri de avertizare a numitului Țuțea Petre”): 
„Dar, fire de boem, dominat puternic de eul său, n-a acceptat să intre în câmpul muncii pe lângă faptul că nu este dispus „să se bage slugă la dârloagă” (sic!) autocaracterizându-se ca om „inadaptabil la situația politică și economică actuală””
În vârstă de 66 de ani în 1968, Petre Țuțea avea deja vârsta de pensionare, dar deținuților politici nu li se recunoștea perioada de detenție drept vechime în muncă. Tot aici se propune: „a se aproba avertizarea numitului Țuțea Petre de către organele noastre, fără audierea unor martori deoarece poziția sa dușmănoasă a fost semnalată de mai mulți informatori”.() Până la sfârșitul vieții a trăit extrem de modest, într-o garsonieră din apropierea Parcului Cișmigiu, ajutat de câțiva prieteni cu un mic ajutor bănesc și mâncare de la Casa Scriitorilor..

### Detenția
Petre Țuțea este arestat în 12 aprilie 1948, fiind încarcerat în arestul Siguranței din str. Rahova, acuzațiile care i se aduceau fiind de spionaj în favoarea anglo-americanilor. În realitate, în 11 februarie 1948 diplomatul britanic John Bennet a înaintat la Foreign Office un raport asupra situației economice din România, citând pe larg dintr-o lucrare redactată cu ani în urmă de Petre Țuțea, în cadrul Oficiului de Studii al Ministerului Industriei și Comerțului (Economiei Naționale), privind relațiile economice româno-germane din trecut, ca bază de comparație cu relațiile economice româno-sovietice. Suspectat de Siguranță, pentru "consolidarea" dosarului, lui Țuțea i se încredințează de către secretarul general al ministerului, Simon Zeigher, efectuarea unei lucrări privind participarea capitalului străin la dezvoltarea industriei petroliere din România, subiectul fiind considerat foarte tentant pentru "oficinele informative britanice". Întrucât realizarea referatului necesita delegații la întreprinderile petrolifere și accesul la arhiva ministerului, Țuțea a solicitat acest lucru, pretext pentru Simon Zeigher să ceară arestarea sa imediată.()
Petre Țuțea este anchetat până în 10 noiembrie 1948. Anchetatorii Securității sunt incapabili să probeze vreo încălcare a legii de către arestat, așa cum dovedește un referat din 10 decembrie 1949, semnat de căpitanul de securitate Nicolaescu Marin. În consecință se propune încadrarea arestatului în prevederile Ordinului 5/1948, categoria preventivi, vizând arestarea foștilor legionari.()
Neputându-se reține în sarcina sa vreo acuzație dovedită, este trimis la închisoarea Jilava, unde rămâne până la 23 aprilie 1949. Este ridicat de la Jilava și transportat la închisoarea Ocnele Mari, fără ca situația sa de reținut să primească vreo clarificare. Aici este uitat până în noiembrie 1950 când este, oficial, internat prin Decizia M.A.I. nr. 193/1950, pe timp de 24 de luni, "pentru activitate legionară", pedeapsa expirând la 29 noiembrie 1952. Conform obiceiului, a fost eliberat abia în anul următor, "cu o mică întârziere", abia în 29 mai 1953.()
Odată intrat în "sistem", regimul având nevoie de țapi ispășitori pentru lipsa de eficiență pe toate planurile, Petre Țuțea nu mai avea cum să scape. Este arestat din nou în 1956. În „Ordonanța de pornire a procesului penal”, datată 20 decembrie 1956, redactată de lt. Urucu Nicolae se menționează:
„ numitul Petre Țuțea este învinuit pentru faptul că din anul 1955 a început să participe la întâlniri clandestine împreună cu alți indivizi, unde s-au purtat discuții dușmănoase împotriva regimului de democrație-populară din R.P.R.”
() În fapt, Petre Țuțea a fost arestat la 22 decembrie 1956 pentru "delictul de agitație", "dovezile" urmând a fi "fabricate" ulterior. Anchetarea acestuia, nu a adus însă nici un element incriminator. În consecință, în 4 decembrie 1957, lt. maj. Blidaru Gheorghe, anchetator penal de securitate, a redactat "Concluziile de învinuire" împotriva mai multor persoane, printre care și Petre Țuțea,  învinuiți de săvârșirea infracțiunii p.p. de art. 209, pct. 1 C.P., prin modificarea art. 209, partea a III-a C.P., făcută prin Decretul nr. 469/1957 care "încă din anul 1948-1949 au inițiat și organizat […] organizația subversivă de tip fascisto-legionar denumită "Partidul Naționalist", în frunte cu legionarii Ștefan Petre și Porsena Nicolae (fugiți de mult din țară), având drept scop răsturnarea prin violență a regimului democrat-popular din R.P.R. și instaurarea unui regim fascist.() Deși Țuțea nici măcar nu-i cunoscuse pe cei doi legionari, la proces s-a susținut că fusese deja desemnat de "conspirație" drept viitor șef de stat.()
Tribunalul l-a condamnat, prin Sentința nr. 241/20 decembrie 1957, pe Petre Țuțea, "în baza art. 209, pct. 2, lit. a C.P., modificat prin decretul 469/57", la "10 (zece) ani închisoare corecțională și 5 (cinci) ani interdicție corecțională pentru uneltiri contra ordinii sociale p.p. de art. 209, pct. 2 lit. a C.P., prin schimbarea calificării din art. 209, pct. 1 C.P., modificat prin Decretul 429/57, conf. Art. 292 C.J.M. și art. 306 C.Pr. Pen. În baza art. 25, pct 6 C.P. se confiscă averea totală personală a condamnatului Țuțea Petre. Conform art. 304 C.J.M. îl obligă la 500 lei cheltuieli de judecată.() În ceea ce privește confiscarea totală a averii condamnatului Petre Țuțea, procesul verbal de "confiscare" redactat de executorul judecătoresc Păcurariu Eneas în 26 iunie 1958, în locuința lui Petre Țuțea din str. Știrbey Vodă nr. 164, a constatat că averea condamnatului se rezumă la câteva cărți, în consecință, negăsind bunuri "confiscabile", a trebuit să se retragă. ()
Odată pornit mecanismul represiv, nu avea să se oprească aici. Întemnițat la Aiud, Petre Țuțea trece prin ritualurile "reeducării de tip Aiud", iar în 1959 este implicat într-un nou proces. În 14 iunie 1959, este acuzat că în închisoare, împreună cu alți deținuți, "s-au constituit într-o grupare contrarevoluționară, purtând discuții legate de trecutul organizației legionare în scopul menținerii moralului legionar."()
În ciuda faptului că starea sănătății sale se înrăutățise simțitor, chestiune semnalată într-un raport medical din 15 iulie 1959(), Petre Țuțea continuă să reziste anchetatorilor, astfel încât anchetatorul penal, același lt. Urucu Nicolae, este din nou nevoit să "redacteze" actul de acuzare :
„datorită fanatismului său legionar, învinuitul Țuțea Petre a căutat și acum să se mențină pe poziție de nemărturisire completă a activității sale criminale pe care a desfășurat-o, recunoscând numai parțial unele fapte din activitatea subversivă desfășurată.”
()
În 29 septembrie 1959, Colegiul de fond al Tribunalului Militar al Regiunii a II-a Militare îl condamnă pe Țuțea Petre la „18 ani muncă silnică și 8 ani de degradare civică pentru infracțiunile p.p. de art. 209, pct. 1, C.P.” Sentința a rămas definitivă prin respingerea recursului, conform deciziei nr. 540/1959 a Tribunalului Suprem, Colegiul Militar.()
Petre Țuțea și-a executat pedeapsa în penitenciarul Aiud, fiind eliberat la 1 august 1964, grațiat prin Decretul nr. 411/1964. Odată eliberat, va fi permanent sub urmărire "organelor de Securitate" până în 22 decembrie 1989, posibil și după această dată.

## Activitate publicistică
Petre Țuțea a fost foarte atras de jurnalistică, deși nu a putut niciodată să scrie atât cât ar fi vrut. Încă din timpul doctoratului își începe activitatea jurnalistică devenind colaborator al ziarului tineretului național țărănesc alături de Bazil Gruia.
Inițial, pe când începuse să se afirme în calitate de jurnalist, Petre Țuțea a fost de stânga. O vreme a colaborat la revista "Stânga", împreună cu Petre Pandrea.  
A colaborat la diverse publicații, în special la Cuvântul, ziar condus de Nae Ionescu, unde a publicat articole de economie politică.
În aceeași perioada septembrie 1940-ianuarie 1941), publică în ziarul "Cuvântul" o serie de articole, precum Stil economic legionar, Negociatorul legionar, ce vor atârna greu în viitoarele sale dosare de anchetă. 
După 1964, publică extrem de sporadic, sub pseudonimul Petre Boteanu, deoarece îi era interzis să semneze sub nume propriu, în revista "Familia" : fragmente din Teatru seminar, Mircea Eliade — profil filozofic,  Aristotel și arta, și în "Viața Românească" - O întâlnire cu Brâncuși.
Numeroasele descinderi la locuința sa modestă au dus la confiscarea a numeroase manuscrise, studii și materiale, printre care o copie a proiectului "Prometeu". Unele manuscrise s-au pierdut în mod iremediabil. Către sfârșitul vieții, Petre Țuțea a început să lucreze la o "Antropologie creștină" concepută schematic în șase capitole:
- Problemele sau Cartea întrebărilor;
- Sistemele sau Cartea întregurilor logice, autonom-matematice, paralele cu întregurile ontice;
- Stilurile sau Cartea unităților cultural-istorice și a modalităților estetice ale artelor, sau Omul estetic;
- Științele, sau Disciplinele spiritului omenesc;
- Dogmele sau situarea spiritului în imperiul certitudinii;

Petre Țuțea a fost supranumit „Socrate al României”
datorită preocupărilor filosofice și a rolului educativ pe care l-a asumat prin exemplul personal în orice circumstanțe, chiar și în închisoare. Din cauza interdicției de a publica, ca și a persecuțiilor înainte de 1989, nu a apucat să-și vadă numele pe coperta unei cărți în timpul vieții. Ulterior însă, scrierile și interviurile sale au început să fie difuzate prin toate mediile.
După decembrie 1989, cunoaște o popularitate fulminantă. Primește în garsoniera sa zeci de ziariști, iar în lumea culturală începe să se vorbească despre un nou curent: țuțismul. Deși cărțile i-au fost publicate abia după trecerea în neființă, talentul lui nu a fost acela de scriitor, ci de orator. Astfel, Țuțea a rămas celebru cu o culegere de vorbe memorabile.

## Activitatea politică

### Anii '30 - Țuțea în slujba stângii
Istoricul Lucian Boia scria despre revista "Stanga": 
„ Frecvent apare semnatura lui P. Boteanu, pseudonimul lui Petre Țuțea; se afirma ca marxist convins care își exprima "încrederea in devenirea sociala, asa cum a fost formulata de parintele socialismului modern [...]”
O imagine de un umor subțire și grotesc (dacă se poate așa ceva) este cea a junelui Petre Țuțea, pe care Cioran și-l amintește astfel (sîntem în anii '30): "A cumpărat Pravda - eram nu departe de Palatul Regal - , și-a făcut cruce și a sărutat jurnalul. Nu știa un cuvînt rusește. Așa, pe stradă, a sărutat Pravda. Era marxist atunci; un marxist înfocat, mistic"  (p. 83).
De altfel, Țuțea chiar avea să mărturisească ulterior, într-un interviu acordat lui Vartan Arachelian:
„Eu n-am fost legionar, nici comunist”
Majoritatea istoricilor actuali, apreciază articolele din "Stânga" drept o frondă contra sistemului. În cele două texte citate se vorbește despre marxism, nu despre comunism. Cât despre stalinismul de atunci din Uniunea Sovietică, Petre  Țuțea este extrem de tranșant :
„ Stalinismul e definiția comunismului. Unde nu e stalinism, după trei luni cad de la putere, că nu sunt în stare să dea nici... apă. Nu se poate impune comunismul decât cu bâta, cu parul! ”
În atmosfera febrilă de căutări și proiecte a anilor '30, în 1935, pe fondul carențelor vizibile ale democrației parlamentare și ca replică la criza evidentă a clasei politice din România interbelică, afectată de corupție și demagogie, apare Manifestul Revoluției Naționale, un adevărat document programatic al noii generații. Publicat sub forma unei broșuri, Manifestul este semnat de către Sorin Pavel, Petre Țuțea, Ioan Crăciunel, Gheorghe Tite, Nicolae Tatu și Petre Ercuță și propune "o nouă formulă de organizare a omenirii: naționalismul" dar nu cel dinainte de primul război mondial ci un altfel de naționalism "rezultatul unui drum interior, parcurs de individ de la sine la națiune". Tot în cuprinsul Manifestului, semnatarii trec în revistă formațiunile politice de dreapta și se declară "prietenii grupărilor de dreapta", deși, la acel moment, unii dintre ei erau recunoscuți ca simpatizanți ai stângii (cazul lui Petre Țuțea).

### Petre Țuțea și Mișcarea Legionară
Începând cu 1935, Petre Țuțea va fi atras de Mișcarea Legionară. În vara lui 1935, îl întâlnește pe Corneliu Zelea Codreanu în tabăra de la Carmen Sylva, apoi pe Ion I. Moța, Vasile Marin, etc...() După instaurarea guvernării legionare la 6 septembrie 1940 Petre Țuțea a devenit membru cu drepturi depline: "adevărul este că, oficial, am devenit membru al organizației legionare imediat după 6 septembrie 1940", spunea Țuțea în 25 mai 1957.
În scurt timp, a fost numit, în mod excepțional, șef de cuib:
„Am participat la ședințele de cuib, pe care le-am condus conform instrucțiunilor din Cărticica Șefului de Cuib. Ședințele s-au ținut în locuința lui Traian Popescu, însă nu îmi reamintesc pe ce stradă locuia. Am plătit cotizații și am participat la o excursie în pădurea Băneasa, unde s-au discutat diferite probleme cu caracter legionar. În calitatea mea de șef de cuib, am făcut un plan de activitate a cuibului în care prevedeam activitatea educativă a membrilor legionari din cuibul meu și care consta în lectura în cadrul cuibului a Bibliei și a întregii literaturi legionare, marșuri.”
După eliberarea din Lagărul de la Târgu Jiu, își reia serviciul, rămânând totuși în atenția Siguranței. În 31 iulie 1943 Grupa I din Corpul Detectivilor era informată printr-o notă informativă că Țuțea desfășoară în cadrul ministerului o "vie activitate legionară" și, ca atare, dispune verificarea informației ajungând la concluzia că "nota în cauză nu se verifică", iar Țuțea era apreciat ca fiind "o persoană serioasă, cu vederi largi".()
După 23 august 1944, a avut contacte sporadice cu membri de frunte ai Mișcării Legionare. Astfel, potrivit unei declarații a lui Nicolae Pătrașcu din 30 iulie 1957, acesta l-a contactat personal pe Țuțea în anul 1945 pentru a-l ruga să obțină ca "un grup de legionari capturați în Munții Ciucaș să nu fie condamnați la moarte", bazându-se pe prietenia dintre acesta și Petre Pandrea, cumnatul lui Lucrețiu Pătrășcanu, ministrul justiției de atunci.()

## Ultimii ani
În ultimii ani de viață (după 1989), starea sănătății lui Petre Țuțea s-a înrăutățit. Majoritatea timpului îl petrecea în pat, fără a mai ieși din casă. A avut însă în preajma lui permanent câțiva prieteni din detenție, dar și studenți. Din cauza tremuratului mâinilor, nu mai putea să scrie, trebuind să dicteze. În toamna lui 1991, Petre Tuțea a fost internat la spitalul Filantropia. Deși rezultatul analizelor a fost bun, a continuat să fie chinuit de cefalee și de groaza de singurătate.
La insistențele lui Dan Amedeo Lăzărescu, se înscrie în PNL. 
Țuțea moare la 3 decembrie 1991, dimineața, lucid fiind, într-o rezervă a spitalului "Cristiana" din București pe când era intervievat de un grup de reporteri. Avea 89 de ani. Ultimele sale cuvinte au fost : "Doamne Iisuse Hristoase, ai milă de mine!" Este dus de la București la Boteniul natal cu o mașină care transporta morcovi. Înmormântarea are loc în ziua Sfîntului Nicolae, drumul spre locul de veci făcîndu-l într-un car tras de boi. Cei prezenți la înmormântare susțin că nici măcar nu erau boi. Erau vaci. Slujba de înmormântare a fost făcută după rit ortodox, Petre Țuțea fiind înmormântat în cimitirul ortodox al comunei Boteni.
Într-un interviu, publicat postum, în "România Liberă", Petre Țuțea afirma :
„Am lăsat o cerere la Uniunea Scriitorilor să fiu înmormântat la Blaj, în Mica Romă a lui Eminescu. Am plătit slujba, clopotele, locul. Acu - sigur că la Blaj pot să fiu înmormântat și lângă gard, că-i pământ sacru acolo... Eu sunt legat de Blaj prin concepția mea panlatină a culturii române".”

## Distincții

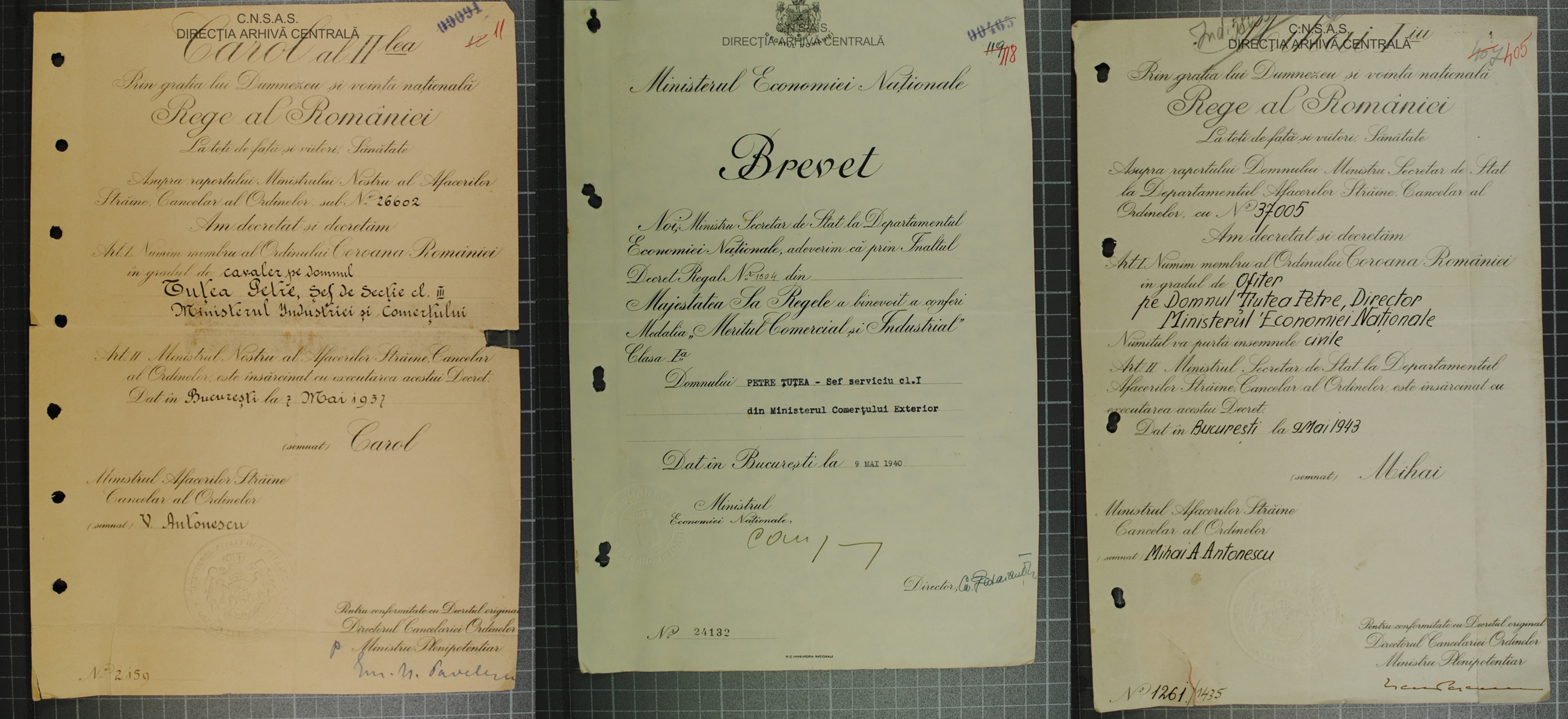
Brevete ale lui Petre Țuțea, aflate în arhiva CNSAS.

La 7 mai 1937 i-a fost acordat Ordinul „Coroana României”, în grad de cavaler, în calitate de șef de sectie cl. III în
Ministerul Industriei și Comerțului.
La 9 mai 1941 i-a fost acordat Ordinul „Steaua României” în grad de cavaler.
I-au mai fost acordate Medalia „Meritul Comercial și Industrial”, clasa I (9 mai 1940) și Ordinul „Coroana României” în gradul de ofițer (9 mai 1943).

## Post - mortem
După șapte ani, prin Decizia nr. 4/19 ianuarie 1998, Curtea Supremă de Justiție a admis recursul în anulare împotriva sentinței nr. 179 din 29 septembrie 1956 a Tribunalului Militar al Regiunii a II-a Militare, Colegiul de Fond și a deciziei penale nr. 540 din 21 noiembrie 1959 a tribunalului suprem – Colegiul Militar, prin care Țuțea era condamnat la 18 ani muncă silnică și 8 ani de degradare civică.
Admiterea recursului din 1989 l-a găsit pe Țuțea într-o stare mentală deficitară spre asfințitul vieții și interviurile și pseudointerviurile înregistrate i-au făcut uneori un deserviciu. Felul în care i-a fost editată opera după moarte lasă de dorit, iar în multe cazuri felul în care este citat i-a stricat imaginea. Andrei Pleșu spune: „Nimic mai grosolan, mai imoral, mai lipsit de pietate decât să reduci splendoarea unei asemenea minți la o frazeologie monotonă, de propagandist. Nimic mai ucigător decât să-i înalți o statuie înjumătățită. Să consemnezi declarațiile lui despre «românul absolut» și să treci sub tăcere uriașele lui dezamăgiri: «Înseamnă că am stat treisprezece ani în temniță pentru un popor de cretini» sau «nu mă consolează de faptul că sunt român decât Eminescu, Blaga, Nae și răcoarea câtorva biserici»"

## Opera publicată

### Eseuri filosofice
- Bătrânețea și alte texte filosofice, București, Editura Viitorul Românesc, 1992.
- Reflecții religioase asupra cunoașterii, ediție îngrijită de Ion Aurel Brumaru, București, Editura Nemira, 1992.
- Philosophia perennis, București, Editura Icar, 1992; reeditare în 1993, volum reeditat sub titlul Scrieri filosofice vol. I, Editura România Press, 2006
- Neliniști metafizice, ediție îngrijită de Petre Anghel, București, Editura Eros, 1994.
- Filosofia nuanțelor (Eseuri. Profiluri. Corespondență), antologie, prefață și aparat critic de Mircea Coloșenco, texte stabilite de Sergiu Coloșenco, postfață de Sorin Pavel, Iași, Editura Timpul, 1995.
- Scrieri filosofice, vol. I, prefață de Gavril Matei Albastru, București, Editura România Press, 2005.
- Scrieri filosofice, vol. II, cu un medalion de Ion Papuc și postfață de Gavril Matei Albastru, București, Editura România Press, 2006.
- Fragmente, București, Editura Romania Press, 2007.

### Dialoguri
- Între Dumnezeu și neamul meu, ediție îngrijită de Gabriel Klimowicz, prefață și postfață de Marian Munteanu, București, Fundația Anastasia, Editura și Imprimeria „Arta Grafică”, 1992.
- 322 de vorbe memorabile ale lui Petre Țuțea, editate cu o prefață de Gabriel Liiceanu, București, Editura Humanitas, 1993; reeditare în 1999, 2000, 2003, 2005.
- Ultimele dialoguri cu Petre Țuțea de Gabriel Stănescu, Criterion Publishing, 2000.

### Scrieri monografice
- Mircea Eliade. Apare în fascicole în revista „Familia” din Oradea, între 2 februarie 1990 - 9 septembrie 1990; ediții ulterioare: Oradea, Biblioteca revistei „Familia”, 1992; ediție îngrijită de Tudor B. Munteanu, Cluj, Editura Eikon, 2007.
- Aurel-Dragoș Munteanu, volum îngrijit de Tudor B. Munteanu, București, Editura România Press, 2006.
- Al.Florin Țene-Viața lui Petre Țuțea între realitate și poveste, Editura Napoca Star, Cluj-Napoca, 2023. Prefață de dr.Ionuț Țene, postfață Liliana Moldovan.

### Scrieri cu caracter economic, politic
- Manifestul revoluției naționale (în colaborare), ediție îngrijită de Marin Diaconu, București, Editura Crater, 1998.
- Ieftinirea vieții. Medalioane de antropologie economică. Prefață și text stabilit de Mircea Coloșenco. București, Editura Elion, 2000.
- Reforma națională și cooperare, prefață și stabilire de text de Mircea Coloșenco, postfață de Mihai Șora, București, Editura Elion, 2001.
- Anarhie și disciplina forței, prefață și ediție de Mircea Coloșenco, București, Editura Elion, 2002.

### Proiecte
- Proiectul de tratat - Eros (fragment din "Teatru Seminar" - reluat în "Fragmente"), Brașov & București & Chișinău, Editura Pronto & Astra, Editura Thetis, Editura Uniunii Scriitorilor din Republica Moldova, cu concursul Asociației „Porumbeni”, 1992.
- Problemele sau Cartea întrebărilor (fragment din "Omul" vol. I), Iași, Editura Timpul, 1992.
- Sistemele sau Cartea intregurilor logice, autonom-matematice, paralele cu intreguri ontice (fragment din "Omul", vol. II) Iași, Editura Timpul, 1993.
- Lumea ca teatru. Teatrul seminar, prefață, text stabilit și aparat critic de Mircea Coloșenco, București, Editura  Alutus/Vestala, 1993.
- Omul. Tratat de antropologie creștină, ediție integrală și definitivă îngrijită de Cassian Maria Spiridon, Iași, Editura Timpul, 2004.

## Critică
Unele din ideile și frazele enunțate de Țuțea, având un conținut neconvențional, au stârnit controverse. De exemplu, aserțiuni precum :
„Fără Dumnezeu, fără credință, omul devine un animal rațional, care vine de nicăieri și merge spre nicăieri.”
i-au adus acuzația de fundamentalism în favoarea creștinismului.
Despre modul cum vede raportul știință-religie:
„Omul, ca întreg nu poate fi gândit decât biblic; științific, nu. Moise e mai valabil decât ultima noutate evoluționistă a științei.”
Discursul lui Țuțea la adresa ateismului exprimă atitudinea sa față de atei:
„O babă murdară pe picioare, care stă în fața icoanei Maicii Domnului în biserică, față de un laureat al premiului Nobel ateu - baba e om, iar laureatul premiului Nobel e dihor. Iar ca ateu, ăsta moare așa, dihor.”
Țuțea a stârnit controverse privind negarea Holocaustului:
„Legionarii n-au ucis niciun evreu”
El susține că Mișcarea legionară n-a omorât niciun evreu în timpul Pogromului de la București, fiind de fapt o înscenare a evreilor comuniști, înțeleși cu Ion Antonescu. Țuțea a fost de asemenea unul dintre susținătorii reabilitării Mișcării legionare de după 1989.

## Spectacole, filme documentare
- Piesa Întâmplări obișnuite și dialogul Bios și Eros în regia lui Dragoș Galgoțiu, la Teatrul Odeon. În 1993, producția a fost prezentată la Festivalul teatrului experimental din Cairo, Egipt, lângă marile piramide.
- Exerciții de admirație, documentar TVR de Gabriel Liiceanu și Constantin Chelba (o „întâlnire virtuală” Țuțea-Cioran)
- Două emisiuni din ciclul „Cuvântul care zidește” realizate de Vartan Arachelian.
- Petre Țuțea și Emil Cioran: O întâlnire posibilă, film realizat de Sorin Ilieșiu și Gabriel Liiceanu, Premiul Special – Festivalul Național, Costinești 1993.